# L'ombra del dubbio (film 1935)
L'ombra del dubbio (Shadow of Doubt) è un film del 1935 diretto da George B. Seitz.